# Tony Ashton
Tony Ashton (1. března 1946, Blackburn, Lancashire – 28. května 2001, Londýn) byl anglický rockový pianista, klávesista, zpěvák, skladatel a producent.
Spolupracoval s mnoha velmi známými hudebníky, mezi které patři i Jerry Lee Lewis, George Harrison, Eric Clapton nebo Paul McCartney. Hrál také ve skupinách Ashton, Gardner and Dyke, Family nebo Paice, Ashton & Lord.